# カパジャ
カパジャ (Capaya) は、ベネズエラのミランダ州アセベド市にある町である。行政上はカパジャ区にあたる。
バルロベント平野の北部、アセベド市の北東部、カパジャ川の中流に位置する。もとはインディオが作った町（または村）で、マラスマ (Marasma) といった。
植民地時代のカパジャ周辺には、黒人奴隷を使ったカカオの大農園が広がり、近くに逃亡奴隷が作った村もあった。1811年にカラカスでベネズエラの独立が宣言されると、スペインは黒人奴隷に王党派の軍への参加を呼びかけた。カパジャは、こうしておきた1812年のバルロベントの奴隷反乱の中心地になり、カラカスに向けて軍を送り出した。
もとはアセベド郡のカパジャ市だったが、1980年代の地方制度改革でアセベド市のカパジャ区になった。

## 注
1. ↑  Historia del Estado Miranda, p50, p61